# Gemeentewerken Rotterdam
Gemeentewerken Rotterdam ofwel de Dienst Gemeentewerken is het ingenieursbureau van de gemeente Rotterdam. Deze dienst heeft een groot aandeel in de totstandkoming van bouwwerken en infrastructuur in de Maasstad. De dienst Gemeentewerken is sinds 2013 gevestigd in gebouw De Rotterdam aan de Wilhelminapier op de Kop van Zuid te Rotterdam.
Gemeentewerken is verantwoordelijk voor de uitvoering van ruimtelijke projecten en het beheer en onderhoud van de Rotterdamse buitenruimte. De dienst telt 2200 medewerkers en beheert water, groen, wegen, verlichting en riolering in de gemeente Rotterdam. Bijzondere objecten zijn het strand aan de Zevenhuizerplas en crematorium Hofwijk.

## Geschiedenis
Rotterdam beschikte al veel langer over een stadstimmerhuis, maar in 1855 is voor het eerst sprake van een dienst Gemeentewerken. Deze dienst werd in dat jaar opgericht door de ingenieur Willem Nicolaas Rose, die daarna nog drie jaar als raadgevend ingenieur bij gemeentewerken Rotterdam bleef. Hierna werd hij rijksbouwmeester. De eerste directeur gemeentewerken is W.A. Scholten. In 1861 werd hij opgevolgd door Christiaan Bonifacius van der Tak. Bekende projecten uit de eerste tijd van de dienst Gemeentewerken zijn:
- Waterproject 1856-1866, gebaseerd op de plannen van Willem Nicolaas Rose met de aanleg van de Westersingel, de Diergaardesingel, de Spoorsingel, de Boezemsingel, de Crooswijksesingel en de Noordsingel.
- Gemeentelijke Drinkwaterleiding Rotterdam 1870-1874
- Het Park vanaf 1870, met de Heuvel van vrijgekomen grond van het uitgraven van de Tweede Katendrechtsehaven
- Havens Linker Maasoever van 1888, start van de aanleg van de Rijnhaven tot 1970, Prins Willem Alexanderhaven
- Havens Rechter Maasoever van 1893, start van de aanleg van de Parkhaven tot 1933, Merwehaven

Projecten uit het begin van de 20e eeuw zijn:
- Het Kralingse Bos 1920-1953, opgehoogd met vrijgekomen grond uit de Waalhaven en de gebombardeerde binnenstad.
- De Maastunnel 1937-1942
- Ontwikkeling van de Botlek 1947-1955
- Ontwikkeling van de Europoort 1958-1969
- Aanleg van de Rotterdamse metro sinds 1960. Hierbij werd ook, samen met Vredestein, het wereldwijd bij afgezonken tunnels gebruikte Gina-profiel ontwikkeld.[2]

Een onderdeel sinds 1960 is het Bureau Oudheidkundig Onderzoek van Gemeentewerken Rotterdam BOOR. Bekende recentere projecten zijn:
- Ontwikkeling van de Maasvlakte sinds 1970
- De Willemsbrug 1981
- De Erasmusbrug 1996

Gemeentewerken was betrokken bij het ontwerp van het nieuwe Centraal Station en RandstadRail, de tweede ontsluitingsweg in Hoek van Holland en de TramPluslijn naar Carnisselande.

## Directeuren
Hieronder een aantal bekende directeuren van de dienst Gemeentewerken
- Willem Anthony Scholten (1855-1861), de eerste directeur;
- Christiaan Bonifacius van der Tak (1861-1878), ontwerper van de Willemsbrug en de Gemeentelijke Drinkwaterleiding;
- Gerrit de Jongh (1879-1910), onder wiens leiding de Rijnhaven, de Maashaven en het gemeentelijk elektriciteitsnet tot stand kwamen;
- Abraham Cornelius Burgdorffer (1910-1922), die met name betrokken was bij de havenuitbreidingen in Rotterdam-West en de Waalhaven
- Hermanus Samuel de Roode, directeur van 1922 tot zijn dood in 1927.
- L.W.H. van Dijk, directeur van 1928 tot 1936.
- Willem Gerrit Witteveen, directeur van  Stadsontwikkeling vanaf 1931 en van Gemeentelijke Technische Dienst van 1936 tot 1945.
- Ir. J.P. van Bruggen, 1924 in dienst bij Gemeentewerken, later benoemd als Directeur Gemeentewerken; Hoofddirecteur van de dienst Openbare Werken (1945-1953), een regulerend (niet technisch) apparaat tussen Stadsontwikkeling, Gemeentewerken, Volkshuisvesting en Bouwpolitie.
- Jan Tillema (1946-1969), onder wiens leiding het herstel van de Rotterdamse haven werd aangepakt, de Botlek, Zestienhoven en de Europoort werden aangelegd.